# Dawn of the Damned
Dawn of the Damned è un album dei Necrophobic del 2020.

## Tracce
1. Aphelion – 2:25
2. Darkness Be My Guide – 4:46
3. Mirror Black – 5:23
4. Tartarian Winds – 4:24
5. The Infernal Depths of Eternity – 7:33
6. Dawn of the Damned – 3:33
7. The Shadows – 4:55
8. As the Fire Burns – 4:01
9. The Return of a Long Lost Soul – 7:09
10. Devil's Spawn Attack – 3:42

## Formazione
- Anders Strokirk - voce
- Sebastian Ramstedt - chitarra
- Johan Bergebäck - chitarra
- Joakim Sterner - batteria
- Allan Lundholm - basso